# Nederlands Dansorkest
Het Nederlands Dansorkest is een bigband uit Noord-Holland, die gemiddeld zes keer per jaar uitvoeringen geeft voor dansscholen, jubilarissen, verjaardagen en verdere feesten.
Het gehele jaar wordt er wekelijks in Hilversum gerepeteerd in het gebouw van Vereniging Beatrix Korpsen.

## Oprichting en naam
De bigband werd in 1979 door Wiet van Kesteren opgericht onder de naam "het Homogeen Sextet + Four". Deze naam werd vanwege overschrijding van het ledenaantal van "tien",  veranderd in het "Gooisch Dansorkest", en na bekendheid op internationaal gebied ging de naam over in "Nederlands Dansorkest". 

## Samenstelling
Het Nederlands Dansorkest bestaat uit musici die in andere formaties hun sporen hebben verdiend.
Het orkest is opgebouwd uit een trompet-, trombone- en saxofoonsectie, ondersteund door een ritmesectie, en bijgestaan door twee zangeressen en zingende pianist annex entertainer.
Het geheel stond jarenlang onder leiding van bandleider/arrangeur Van Kesteren, waarbij vanaf 2012 het dirigeerstokje doorgegeven is aan Johan Winter, die reeds bekend was als invaller. De trompet, saxofoon, trombone, accordeon en banjo zijn de meest gebruikte andere solo instrumenten.

## Dansvarieteit
Het repertoire bestaat uit een veelheid van nummers uit de periode 1910 tot heden. Het orkest heeft een eigen stijl door bigband-arrangementen om te zetten naar dansmuziek. Een aantal dansstijlen kunnen uitgevoerd worden, met name Slowfox, Slowrock, Foxtrot, Quickstep, Chachacha, Bossa Nova, Samba, Tango, Mambo, Bolero, Rumba, Jive, Rock-'n-roll, Engelse wals en Weense wals.

## Buitenland
In april 2002 werd het orkest uitgenodigd voor een tournee in Thailand en in juni 2004 een tournee door Portugal.